# Marcus Sörensen
Marcus Tapio Sörensen, född 7 april 1992 i Södertälje, är en svensk ishockeyspelare som spelar för HC Fribourg-Gottéron
Han har också spelat för NHL-laget San Jose Sharks och tidigare för Djurgården Hockey och Skellefteå AIK i SHL, Borås Hockey i Hockeyallsvenskan samt juniorhockey med Södertälje SK.

## Tidig karriär
Sörensen började spela hockey i Tälje IK, innan han gick vidare till Södertälje SK och dess ungdomsorganisation där han började spela juniorhockey. Hans spel uppmärksammades av nordamerikanska hockeyscouter. Sörensen draftades i NHL-draften 2010 i fjärde rundan, som nummer 106 totalt, av Ottawa Senators.  
Sörensen flyttade till Djurgårdens IF för säsongen 2010-11, att spela i Djurgårdens J20-lag. Sörensen gjorde sin elitseriedebut den 7 december 2010 mot Luleå HF, då flera ordinarie spelare led av sjukdom och skador. Han gjorde också sitt första elitseriemål när han sköt pucken via Luleåbacken Janne Niinimaas klubba in i mål. Efter säsongen 2010-11 tecknade Sörensen ett tvåårigt avtal med Skellefteå AIK. Sörensen spelade större delen av 2011-12 hockeysäsongen med Borås HC i HockeyAllsvenskan, på lån. Ottawa Senators fullföljde inte sitt avtal med Sörensen den 1 juni 2012 vilket gav honom möjligheten att skriva på för något annat NHL-lag i framtiden. 

## Djurgården
Sörensen återvände till Djurgården för 2012-13 års hockeysäsong i början av maj 2012, med ett kontrakt skriver på ett år. 2012-13 års säsong slutade med en misslyckad jakt på kvalifikation till SHL för Djurgården, trots Sörensens 10 mål och 23 poäng under ordinarie säsong. Sörensen förlängde sitt kontrakt med Djurgården med två år i februari 2013. Kvalserien till Svenska hockeyligan 2014 avslutades med att laget äntligen gick till högstaligan, efter man bland annat besegrat och slagit ut värsta rivalen AIK Hockey. Sörensen spelade en viktig roll i kvalserien med fyra mål och 12 poäng totalt gjorde honom till poängvinnare i Djurgården. Han förlängde sitt kontrakt ännu en gång i september 2014 till 2018.
Under säsongen 2014-15 gjorde Sörensen 17 mål och 15 assist på 50 matcher och efter slutet av säsongen belönades han med pris för SHL Rookie of the Year. 2015-16 gjorde han 15 mål och 19 assist för att gå till slutspelet där han stod för ett mål och fem assist. 

## NHL
Den 13 maj 2016 skrev Sörensen ett ettårskontrakt med San Jose Sharks i NHL. Inledningsvis spelade han med farmarlaget San Jose Barracuda, men den 6 februari 2017 kallades han för första gången upp av San Jose Sharks. Sörensen förlängde med Sharks då han skrev på ett tvåårskontrakt med klubben den 18 juli 2017.